# Брезовци (Пуцонци)
Брезовци (словен. Brezovci, мађ. Vasnyíres) су насељено место у општини Пуцонци, Помурска регија, Словенија.

## Историја
До територијалне реорганизације у Словенији били су у саставу старе општине Мурска Собота.

## Становништво
У попису становништва из 2011. године, Брезовци су имали 255 становника.
| Број становника према пописима | Број становника према пописима | Број становника према пописима |
| ------------------------------ | ------------------------------ | ------------------------------ |
| 1991                           | 2002                           | 2011                           |
| 278                            | 264                            | 255                            |

Напомена: Године 1984. увећан за део насеља Предановци.